# Montceaux-lès-Meaux
Montceaux-lès-Meaux – miejscowość i gmina we Francji, w regionie Île-de-France, w departamencie Sekwana i Marna.
Według danych na rok 1990 gminę zamieszkiwały 532 osoby, a gęstość zaludnienia wynosiła 113 osób/km² (wśród 1287 gmin regionu Île-de-France Montceaux-lès-Meaux plasuje się na 794. miejscu pod względem liczby ludności, natomiast pod względem powierzchni na miejscu 699.).